# Hakkō-ryū
Hakkō-ryū (八光流) o Hakkō-ryū Jujutsu (八光流柔術) es un estilo de jiu-jitsu relacionado con el daitō-ryū fundado en 1941 por Okuyama Ryuho (1901-1987), discípulo de Sōkaku Takeda y maestro de shiatsu. Muchas técnicas de este estilo son similares a las correspondientes de Daito-ryu Aikijujutsu. La escuela es ahora dirigida por el hijo de su creador Okuyama Ryuho y el dojo principal está localizado en Ōmiya-ku, Prefectura de Saitama. 
Hakkoryu debería ser reconocido como una distinta y separada tradición del más recientemente formado Hakko Denshin Ryu.

## Significado del nombre
Hakkoryu significa en japonés "El estilo de las ocho luces." Ya que en Japón se considera que el espectro visible está compuesto por ocho colores , donde el violeta es la octava luz que además representa a Japón. El estilo prioriza en su estrategia el evitar el conflicto todo lo posible, sus técnicas no usan fuerza, en cambio aprovechan los movimientos naturales del cuerpo para neutralizar al oponente.

## Escuela
Okuyama fue instructor de Daito Ryu Aikijujutsu cuya formación estuvo a cargo del Kyōju Dairi Matsuda (Toshimi) Hosaku y luego del propio Takeda Sokaku. En 1938 Okuyama termina sus estudios con Takeda y publica un libro llamado Daito-ryu Goshinjutsu (El sistema Daito de defensa personal), más tarde  Okuyama funda la Dai-Nippon Shidokai (Gran Asociación Japonesa del camino del Samurái} y comienza a enseñar lo que llama Daito Hiden Shido (El Secreto camino Daito-Ryu del Samurái}. Su primer Dojo se localiza en Asahikawa y se denomina Nippon Shidokai Ryubukan, en 1939 se muda a Kanda y abre un segundo dojo llamado Dai Nihon Shidokai, este momento marca el cambio en su enfoque, porque Sokaku era ya muy anciano y su hijo Tokimune demasiado joven, no viendo avance en las técnicas del Daito Ryu , se dedica a mejorar sus habilidades médicas y marciales, y pronto Okuyama funda su propio sistema basado en el Daito Ryu Jujutsu and Daito Ryu Aiki no jutsu. La Hakkoryu Kaiso Hokokusai (ceremonia de proclamación de la fundación del Hakkoryu) se realiza el 1º de junio de 1941 en la  Shiba Tenso Jinja (Templo Shinto del distrito de Shiba en Tokio}, en ella se declara la formación del Hakko ryu y Okuyama toma el nombre de Ryoho (giro de Dragón). El  Hakkoryu Kobujuku (escuela privada para el estudio del Hakkoryu) se localiza en el distrito Kanda de Tokio, durante la Segunda Guerra Mundial debido a los bombardeos, Okuyama y su familia se reúnen en el Monte Haguro con la secta de Shugendo (una  mezcla de Budismo y Sintoísmo) en la Prefectura de Yamagata. El Hakkoryu Kobujuku resulta destruido en el bombardeo de Tokio y en 1947 se muda a la ciudad de Omiya (Saitama ) fundándose el Hakkoryu So Hombu Dojo (Hakkoryu Juku Hombu Dojo), donde permanece hasta ahora.

## Técnicas
Las técnicas Hakkoryu se practican en forma de Kata o grupos de técnicas conocidos como Gi, que deben dominarse antes de pasar al siguiente nivel. Después del nivel Yondan se usa el viejo sistema  Koryu con certificados Menkyo kaiden solo adjudicados y preparados en el dojo central. Las técnicas Hakkoryu son similares a las de Daito Ryu y es el agregado de la medicina oriental y un estricto código moral lo que distingue al estilo. El sistema Koho Shiatsu es enseñado a los miembros que alcanzan los niveles más elevados del estilo. Se enfatiza la presión sobre puntos vitales y la manipulación del cuerpo del oponente tanto a  nivel de la estructura esquelética, muscular y nerviosa como de los meridianos de acupuntura.
La influencia de la medicina oriental es uno de los elementos diferenciadores del estilo y puede verse en el sistema Koho Shiatsu enseñado a sus miembros en los niveles más altos del arte, y también en el énfasis del sistema en el uso de puntos de presión y manipulación del cuerpo del oponente a través de la estructura del esqueleto y de los meridianos del cuerpo.

## Organización
El Hakkoryu está gobernado de manera autocrática , Hakkoryu Jujutsu y el Koho Shiatsu pertenecen solamente a la familia Okuyama. Okuyama por ello tiene total autoridad, aunque asesorados por un consejo de Shihan, su palabra es la decisión final. Hakkoryu demanda total lealtad, no permitiendo que se practiquen otros artes marciales a sus estudiantes, regla que choca especialmente a los no-japoneses. Solo hay unas pocas personas de fuera de Japón reconocidos y legitimados como Shihan o instructores. En especial cabe mencionar que no se reconoce la Hakko Denshin Ryu a pesar de su nombre.

## Discípulos destacados
El fundador del Shorinji Kempo Doshin So (宗道臣, 1911-1980) fue estudiante de Hakkoryu. 